# Manifesto Bar Giamaica
La Mostra di giovani pittori al Bar Giamaica fu un evento organizzato il 9 novembre del 1957 da otto pittori: Guido Biasi, Aldo Calvi, Piero Manzoni, Silvio Pasotti, Antonio Recalcati, Ettore Sordini, Angelo Verga, Alberto Zilocchi . La mostra fu accompagnata da un manifesto di protesta, pubblicato con grande rilievo da tutti i giornali, firmato dai contestatari.

## Testo del Manifesto del Bar Giamaica
"Attualmente, a Milano, il Premio S. Fedele è l’unica rassegna che si dice pensosa di promuovere e segnalare l’attività dei giovani pittori. Ma in realtà il Premio S. Fedele esclude e respinge le nuove posizioni e tendenze della giovane pittura italiana, e ripiega piuttosto sui frutti di uno squallido artigianato tradizionalista, privo di interesse e consistenza. Si presenta così ai critici un panorama falsato, per ragioni che trasparentemente nulla hanno a che fare con l’arte e restringe il campo alla produzione più conformista. Sono da giustificare quindi i critici che hanno scritto, forse in buona fede, sulla decadenza delle forme di pittura non descrittiva e sull’assoluta mancanza di pittura d’avanguardia. 
Noi esponiamo in un Bar, ma non per questo la nostra mostra è meno valida. Con essa e con questo manifesto noi vogliamo affermare la nostra inequivocabile presenza nel mondo dell’Arte e della Cultura, contro tutti coloro che intendono soffocarla in certe falsate e poco culturali Rassegne d’arte".

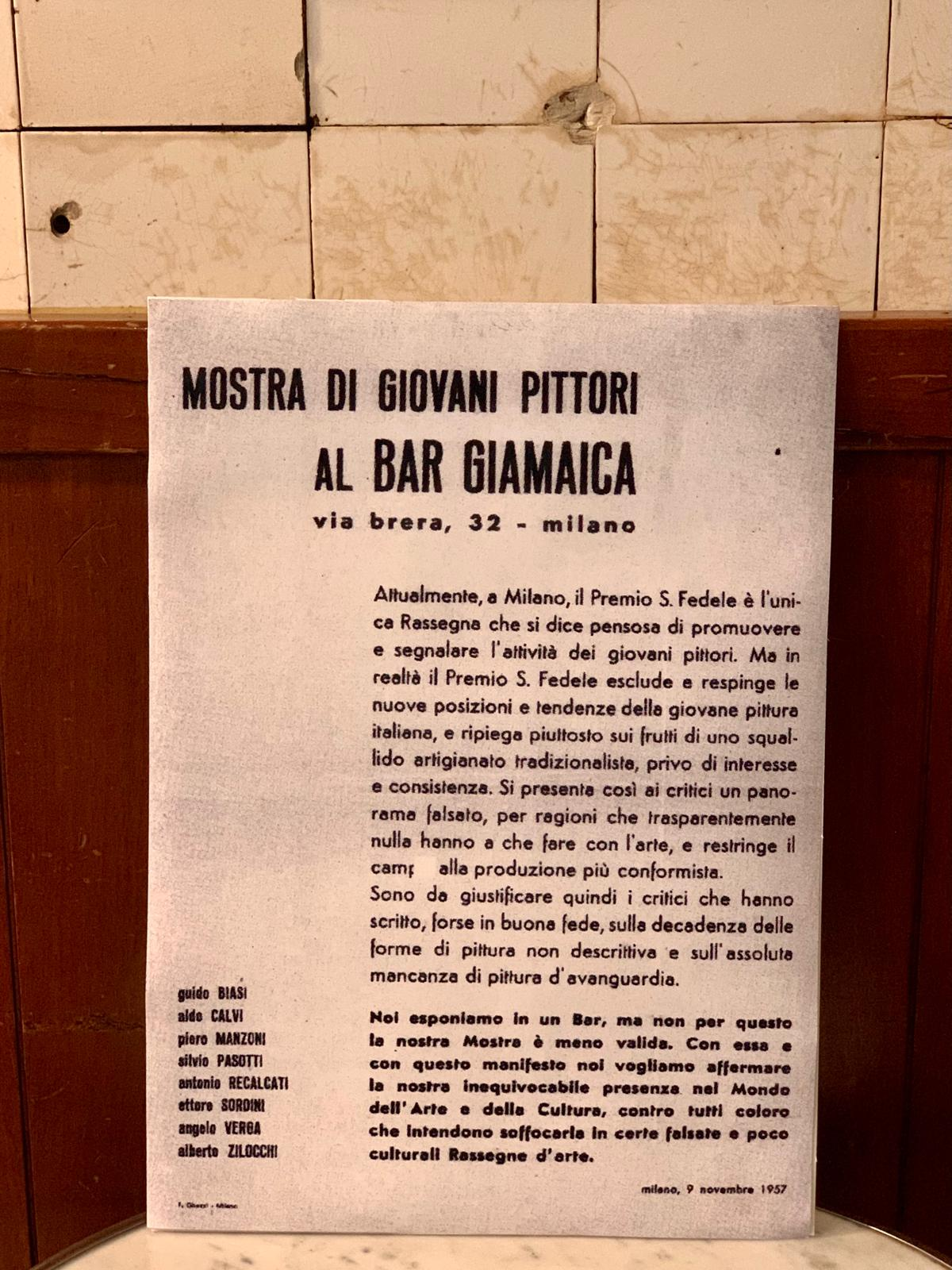
Riproduzione del Manifesto del Bar Giamaica

Milano, 9 novembre 1957.

## Storia

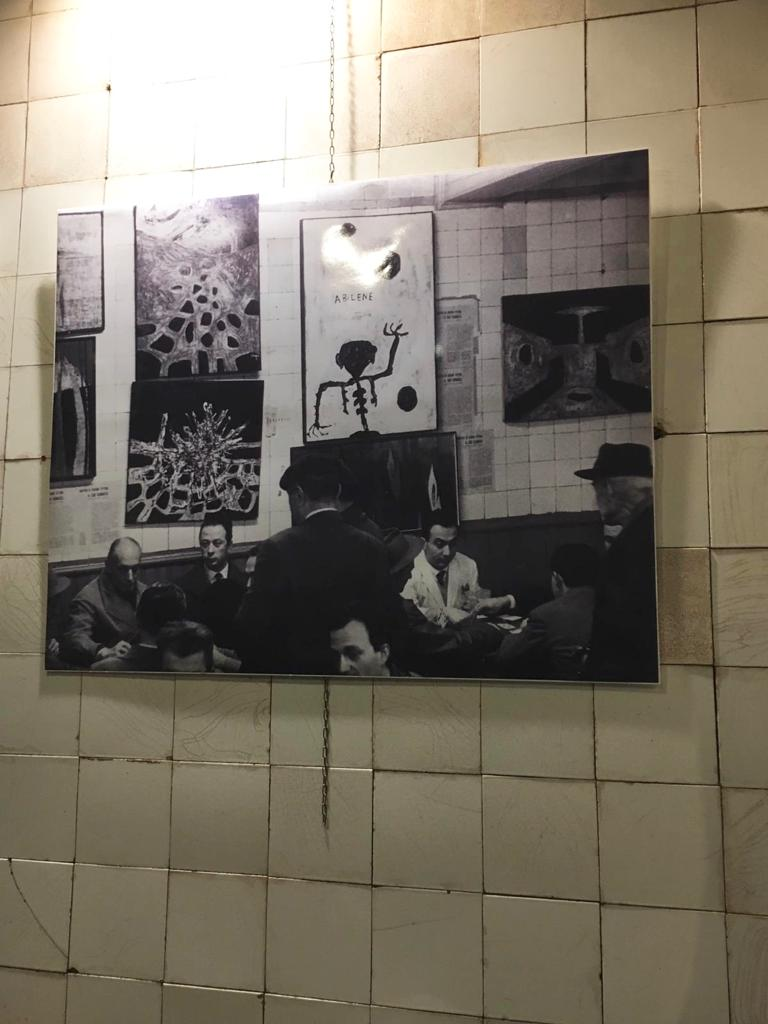
Durante la mostra dei giovani pittori al Bar Giamaica, 1957 (foto di Carlo Cisventi)

Gli otto giovani artisti rivendicarono il loro posto nel mondo dell’Arte da un bar, dal bar degli artisti per eccellenza, Il Bar Giamaica, in via Brera 32, dove si svolgevano le più animate discussioni su quella o su questa corrente. Milano era il centro di grandi dibattiti artistici, tutti gli statuti dell’arte venivano messi in discussione. Sul Bar Giamaica tuonava l’arrivo della “nuova pittura d'avanguardia”.
Come molti degli eventi e delle mostre di quel periodo, la serata era stata organizzata di getto, con l’impeto di chi ha l’urgenza di rompere con la tradizione. Tradizione incarnata dalla famosa Galleria San Fedele, contro la quale gli otto artisti si scagliarono perché “esclude e respinge le nuove esposizioni e tendenze della giovane pittura italiana, e ripiega piuttosto sui frutti di uno squallido artigianato tradizionalista”  .
La protesta non fu raccolta dai promotori del premio San Fedele, tanto che l'anno successivo Achille Funi, direttore dell'Accademia di Brera, dovette imporre l'accettazione dei suoi migliori allievi, proiettati verso le ricerche ottico-cinetiche, come Gianni Colombo, Davide Boriani, Gabriele De Vecchi, Grazia Varisco e Giovanni Anceschi, e Lucio Fontana si dovette impegnare al massimo per far ammettere il "Cartone Ondulato" del giovane Manfredo Massiroli, provocando le dimissioni del Presidente della Giuria.

## Il bar Jamaica oggi
Oggi il Bar Jamaica Archiviato il 30 novembre 2020 in Internet Archive. (all’epoca l’insegna riportava ancora il nome Giamaica) conserva grossomodo, lo stesso arredamento che si scorge dalle foto d’epoca. Le piastrelle bianche sono le stesse sulle quali erano attaccati i manifesti sottilissimi, stampati in ciclostile, formato 30x20.

## Eventi legati al Manifesto del Bar Giamaica

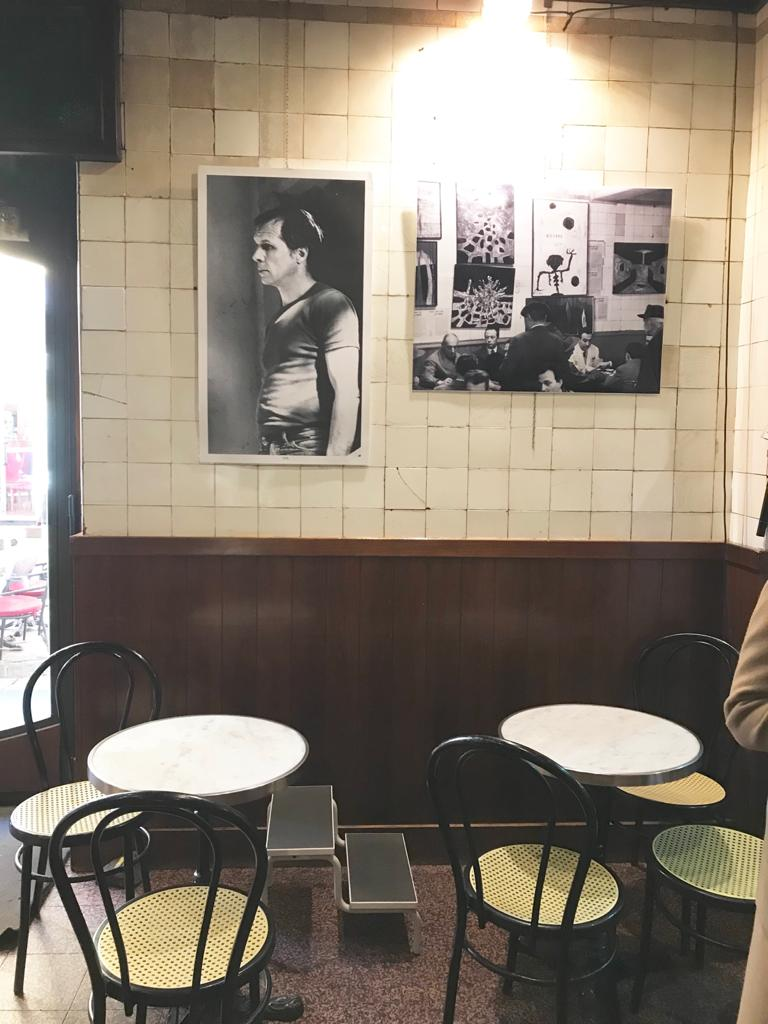
Evento organizzato per la ricorrenza del 62º anniversario della Mostra dei Giovani Pittori al bar Giamaica, 2019

A partire dalla ricorrenza del sessantesimo anniversario, nel 2017,           l’Archivio Alberto Zilocchi (uno degli artisti firmatari del manifesto), si occupa di ricordare la serata del 9 novembre 1957, con una serie di eventi e iniziative che si sono svolte direttamente nel Bar Jamaica. Immagini e fotografie della mostra per ricreare la stessa atmosfera, nello stesso luogo, un luogo simbolo, crocevia per i protagonisti dell’attività artistica milanese, che ancora oggi sopravvive pressoché intatto.

### Cataloghi
- Museo d'Arte contemporanea di Genova - Collezione Ghiringhellli, Edizioni Colombo;
- Spazio Testoni, Aberto Zilocchi - Linee, Rilievi (29.04-02.07/2016), Bologna, 2016.